# Campanula strigillosa
Campanula strigillosa är en klockväxtart som beskrevs av Pierre Edmond Boissier. Campanula strigillosa ingår i släktet blåklockor, och familjen klockväxter. Inga underarter finns listade i Catalogue of Life.